# Kaestneria torrentum
Kaestneria torrentum är en spindelart som först beskrevs av Kulczynski 1882.  Kaestneria torrentum ingår i släktet Kaestneria och familjen täckvävarspindlar. Inga underarter finns listade i Catalogue of Life.